# West Ham United Football Club 1995-1996
Questa voce raccoglie le informazioni riguardanti il West Ham United Football Club nelle competizioni ufficiali della stagione 1995-1996.

## Risultati

### FA Premier League
| Arbitro: | Burge (Tonypandy) |

|               |           |                 |
| Williamson 5’ | Marcatori | 48’, 57’ Yeboah |

| Manchester 23 agosto 1995 2ª giornata | Manchester Utd | 2 – 1 referto | West Ham Utd | Old Trafford (31.966 spett.) |

| Nottingham 26 agosto 1995 3ª giornata | Nottingham Forest | 1 – 1 referto | West Ham Utd | City Ground (26.645 spett.) |

| Arbitro: | Reed (Birmingham) |

|               |           |               |
| Hutchison 24’ | Marcatori | 55’ Rosenthal |

| Arbitro: | Hart (Darlington) |

|               |           |                           |
| Hutchison 73’ | Marcatori | 32’ Wise 35’, 89’ Spencer |

| Arbitro: | Wilkie (Chester-le-Street) |

|            |           |  |
| Wright 75’ | Marcatori |  |

| Arbitro: | Durkin (Portland) |

|                             |           |             |
| Dicks 7’ (rig.), 43’ (rig.) | Marcatori | 40’ Samways |

| Southampton 2 ottobre 1995 8ª giornata | Southampton  | 0 – 0 referto | West Ham Utd | The Dell (13.568 spett.)\| Arbitro: \| Poll (Tring) \| |
| Arbitro:                               | Poll (Tring) |               |              |                                                        |

| Arbitro: | Reed (Birmingham) |

|                                            |           |  |
| Stuart 33’ Unsworth 44’ (rig.) Ebbrell 69’ | Marcatori |  |

| Arbitro: | Wilkie (Chester-le-Street) |

|                      |           |                   |
| Cottee 80’ Dowie 83’ | Marcatori | 22’ (aut.) Bishop |

| Arbitro: | Alcock (Halstead) |

|                          |           |  |
| Williamson 7’ Cottee 82’ | Marcatori |  |

| Arbitro: | Burge (Tonypandy) |

|            |           |  |
| Slater 19’ | Marcatori |  |

| Arbitro: | Winter (Stockton-on-Tees) |

|  |           |         |
|  | Marcatori | 5’ Dani |

| Arbitro: | Willard (Worthing) |

|            |           |                          |
| Peacock 9’ | Marcatori | 62’ Dicks 72’ Williamson |

| Arbitro: | Elleray (Harrow on the Hill) |

|  |           |            |
|  | Marcatori | 2’ Hartson |

| Arbitro: | Lodge (Barnsley) |

|                                       |           |  |
| Albert 21’ Asprilla 55’ Ferdinand 65’ | Marcatori |  |

## Statistiche

### Statistiche di squadra
| Competizione        | Punti | In casa | In casa | In casa | In casa | In casa | In casa | In trasferta | In trasferta | In trasferta | In trasferta | In trasferta | In trasferta | Totale | Totale | Totale | Totale | Totale | Totale | DR |
| Competizione        | Punti | G       | V       | N       | P       | Gf      | Gs      | G            | V            | N            | P            | Gf           | Gs           | G      | V      | N      | P      | Gf     | Gs     | DR |
| ------------------- | ----- | ------- | ------- | ------- | ------- | ------- | ------- | ------------ | ------------ | ------------ | ------------ | ------------ | ------------ | ------ | ------ | ------ | ------ | ------ | ------ | -- |
| FA Premier League   | 51    | 19      | -       | -       | -       | -       | -       | 19           | -            | -            | -            | -            | -            | 38     | 14     | 9      | 15     | 43     | 52     | -9 |
| FA Cup              | -     | -       | -       | -       | -       | -       | -       | -            | -            | -            | -            | -            | -            | -      | -      | -      | -      | -      | -      |    |
| Football League Cup | -     | -       | -       | -       | -       | -       | -       | -            | -            | -            | -            | -            | -            | -      | -      | -      | -      | -      | -      |    |
| Totale              | -     | 19      | -       | -       | -       | -       | -       | 19           | -            | -            | -            | -            | -            | 38     | 14     | 9      | 15     | 43     | 52     | -9 |